# H·V·伊瓦特
H·V·伊瓦特博士，全名赫伯特·威爾·伊瓦特博士（1894年4月30日—1965年11月2日），是澳大利亚法學家、法官、律師、政治家和作家，曾任聯合國大會主席。
伊瓦特生於新南威爾士州小鎮梅特兰，後入讀悉尼老牌名校堡壘街中學，後贏得獎學金入讀悉尼大學，1915年獲一級榮譽文學士學位（數學、邏輯、哲學和英語專業）及哲學專業的大學獎章，1916年獲文碩士學位，1918年獲一級榮譽法學士學位及法律專業的大學獎章，1919年畢業，成爲该校歷史上少有的兩次獲大學獎章的學生之一。 1924年又以論文方式獲得極少頒發的法學博士學位（澳大利亞法律專業的博士學位是“法學哲學博士”，法學博士只用以表彰對法律學有特別貢獻的研究）。伊瓦特的正式稱謂（也是聯合國使用的正式中文譯名）是“H·V·伊瓦特博士”，但生前一般被稱爲“博士”（Doc）。
伊瓦特1930-1940年任澳大利亞高等法院法官。高院法官是終身職務，但伊瓦特爲了從政而辭職，1941-1949年歷任澳洲律政部長、外交部長等。1948-1949年任聯合國大會第三屆主席，並參與起草世界人权宣言。1946年任聯合國原子能委員會首任主委。1951-1960年任澳大利亞工黨領袖，但未能領導工黨贏得大選而無緣總理職位。1955年伊瓦特與黨内天主教反共派的決裂造成了工黨的一次大分裂。1960年伊瓦特辭職並退出政壇后1960-1962年任新南威爾士州首席大法官。